# Late Orchestration
Late Orchestration — концертний альбом американського репера та продюсера Каньє Веста, випущений 24 квітня 2006 року на лейблі Mercury Records у Європі та Азії. Альбом містить записи живих виконань пісень з його перших двох студійних альбомів The College Dropout (2004) і Late Registration (2005). Він був записаний на Abbey Road Studios у Лондоні, Англія, перед аудиторією з 300 запрошених гостей 21 вересня 2005 року. Каньє Вест виступав разом із жіночим струнним оркестром із сімнадцяти осіб, а в якості гостей виступили Джон Ледженд, Лупе Фіаско, GLC і Consequence. Запис концерту також був випущений на DVD.
Фотографія обкладинки є посиланням на обкладинку альбому Beatles 1969 року Abbey Road.

## Список композицій
1. «Diamonds from Sierra Leone» – 4:08
2. «Touch the Sky» (за участю Lupe Fiasco) – 4:07
3. «Crack Music» – 2:48
4. «Drive Slow» (за участю GLC) – 4:34
5. «Through the Wire» – 3:33
6. «The New Workout Plan» – 2:53
7. «Heard 'Em Say» (за участю John Legend) – 4:10
8. «All Falls Down» – 3:13
9. «Bring Me Down» – 3:21
10. «Gone» (за участю Consequence)– 4:15
11. «Late» – 3:54
12. «Jesus Walks» – 3:14
13. «Gold Digger (AOL Sessions)» (bonus track) – 3:18

## Чарти
| Чарти (2005)                    | Найвища позиція |
| ------------------------------- | --------------- |
| Ірландія Irish Albums (IRMA)    | 46              |
| Велика Британія UK Albums (OCC) | 59              |